# Hans von Freyberg

Hans von Freyberg

Hans von Freyberg (* 17. Februar 1881 in Charlottenburg; † 24. April 1945) war ein deutscher Politiker (NSDAP).

## Leben und Wirken
Nach dem Besuch der Volksschule und der Realschule absolvierte Freyberg eine landwirtschaftliche Lehre in den Provinzen Sachsen, Mecklenburg und in der Neumark. Anschließend besuchte er die landwirtschaftliche Hochschule in Halle und die Handelsschule. Danach gehörte er zunächst dem Jäger-Regiment zu Pferde in Posen an, um schließlich mit der kaiserlichen Schutztruppe in Deutsch-Südwestafrika an der Niederschlagung des Herero-Aufstandes teilzunehmen.
Von 1914 bis 1918 nahm Freyberg am Ersten Weltkrieg teil, in dem er an der Westfront kämpfte. Nach dem Krieg arbeitete er als Kalkulator im landwirtschaftlichen Maschinenbau.
Freyberg trat zum 26. Mai 1925 der NSDAP bei (Mitgliedsnummer 5.841). In dieser war er von 1925 bis 1931 Sektionsführer der Sektion Tegel der Partei. Seit 1929 amtierte er als Bezirksverordneter im Bezirk 20 (Berlin-Reinickendorf). Vom 1. Januar bis zum 30. September 1932 fungierte er als stellvertretender Bezirksführer und Kommunalfachberater des Bezirks Norden, bevor er am 1. Oktober 1932 schließlich zum Kreisleiter ernannt wurde.
Im März 1933 wurde Freyberg Stadtverordneter und unbesoldeter Stadtrat in Berlin. Im Magistrat der Stadt übernahm er das Dezernat für Markthallen und Milchkühlanlagen. Im Juli desselben Jahres wurde er schließlich zum besoldeten Stadtrat in Berlin-Reinickendorf ernannt, in dem ihm die Zuständigkeit für das Dezernat Wohlfahrts- und Jugendpflege und die Kriegshinterbliebenen-Fürsorge oblag.
Von November 1933 bis zu seinem Tod 1945 saß Freyberg als Abgeordneter für den Wahlkreis 2 (Berlin West) im nationalsozialistischen Reichstag. In der SA war er Obersturmbannführer z.V. Bei der DAF fungierte er als Gaurichter.
Freyberg starb kurz vor Ende des Zweiten Weltkrieges bei Kampfhandlungen.